# Álvaro Rey
Álvaro Rey Vázquez (Siviglia, 11 luglio 1989) è un calciatore spagnolo, attaccante del St Joseph's.